# Bahnstrecke Dívčice–Netolice
| Kursbuchstrecke (SŽ): | 193                  |                                   |                                   |
| Streckenlänge: | 13,602 km            |                                   |                                   |
| Spurweite: | 1435 mm (Normalspur) |                                   |                                   |
| Streckengeschwindigkeit: | 60 km/h              |                                   |                                   |
| |                      |                                   |                                   |
| \| \| \| von České Budějovice (vorm. KFJB) \| \| \| \| 0,000 \| Dívčice früher Nakři-Netolitz \| 400 m \| \| \| \| nach Plzeň (vorm. KFJB) \| \| \| \| 2,710 \| Radomilice früher Radomilitz \| Radomilice früher Radomilitz \| \| \| 5,826 \| Libějovice früher Libějitz \| 425 m \| \| \| 7,757 \| Malovice u Netolic \| 420 m \| \| \| 9,305 \| Holečkov früher Rabin \| 430 m \| \| \| 10,985 \| Netolice zastávka \| 430 m \| \| \| 13,602 \| Netolice früher Netolitz Stadt \| 425 m \| |                      |                                   |                                   |
| Strecke |                      | von České Budějovice (vorm. KFJB) | von České Budějovice (vorm. KFJB) |
| Bahnhof | 0,000                | Dívčice früher Nakři-Netolitz     | 400 m                             |
| Abzweig geradeaus und nach rechts |                      | nach Plzeň (vorm. KFJB)           | nach Plzeň (vorm. KFJB)           |
| ehemaliger Haltepunkt / Haltestelle | 2,710                | Radomilice früher Radomilitz      | Radomilice früher Radomilitz      |
| Haltepunkt / Haltestelle | 5,826                | Libějovice früher Libějitz        | 425 m                             |
| Haltepunkt / Haltestelle | 7,757                | Malovice u Netolic                | 420 m                             |
| Bahnhof | 9,305                | Holečkov früher Rabin             | 430 m                             |
| Haltepunkt / Haltestelle | 10,985               | Netolice zastávka                 | 430 m                             |
| Kopfbahnhof Streckenende | 13,602               | Netolice früher Netolitz Stadt    | 425 m                             |

Die Bahnstrecke Dívčice–Netolice ist eine Eisenbahnverbindung in Tschechien, die ursprünglich als landesgarantierte Lokalbahn Nakři-Netolitz–Netolitz (Stadt) erbaut und betrieben wurde. Sie verläuft in Südböhmen von Dívčice nach Netolice (Netolitz).
Nach einem Erlass der tschechischen Regierung ist die Strecke seit dem 20. Dezember 1995 als regionale Bahn („regionální dráha“) klassifiziert.

## Geschichte
Am 8. September 1894 wurde den Herren Ottokar Kudrna in Netolitz, Ferdinand Riedl in Peterhof und Josef Kudliš in Netolitz die Konzession „zum Baue und Betriebe einer als normalspurige Localeisenbahn auszuführenden Locomotiveisenbahn von der Station Nakři-Netolitz der Staatsbahnlinie Gmünd–Eger nach Netolitz“ erteilt. Teil der Konzession war die Verpflichtung, den Bau der Strecke sofort zu beginnen und binnen ein und einem halben Jahre fertigzustellen. Die Konzessionsdauer war auf 90 Jahre festgesetzt.
Am 28. Oktober 1895 wurde die Strecke eröffnet. Den Betrieb führten die k.k. Staatsbahnen (kkStB) für Rechnung der Eigentümer.
Das Aktienkapital der im Jahr 1900 gegründeten Aktiengesellschaft Netolitzer Lokalbahn (tschech. Netolická místní dráha) betrug 139.000 Gulden in 1390 Stück Stammaktien zu je 100 Gulden. Sitz der Gesellschaft war Prag.
Im Jahr 1912 wies der Fahrplan der Lokalbahn drei gemischte Zugpaare 2. und 3. Klasse aus. An den Tagen der Viehmärkte in Netolitz verkehrte ein weiteres. Die Züge benötigten für die 14 Kilometer lange Strecke in beiden Fahrtrichtungen etwa 50 Minuten.
Nach dem Ersten Weltkrieg traten an Stelle der kkStB die neu gegründeten Tschechoslowakischen Staatsbahnen (ČSD). Am 1. Januar 1925 wurde die Netolitzer Lokalbahn per Gesetz verstaatlicht und die Strecke wurde ins Netz der ČSD integriert.
Im Dezember 1927 erprobten die ČSD einen Schienenbus von Škoda, der ab 30. Dezember 1927 planmäßig im Reisezugverkehr zum Einsatz kam. Das Fahrzeug war technisch ein auf Eisenbahnradsätze gestellter normaler Straßenautobus, der auf den Endbahnhöfen stets umständlich auf einer Drehscheibe von Hand gewendet werden musste. Technische Mängel führten schon bald zur Abstellung. Als Ersatz verwendete die ČSD Motorwagen modernerer Konzeption, die von der Staudinger Waggonfabrik geliefert wurden. Nach dem allgemeinen Rückgang der Verkehrsleistungen infolge der Weltwirtschaftskrise ersetzten diese Fahrzeuge ab Oktober 1930 auch im Güterverkehr die Dampflokomotiven.
Die Motorwagen ermöglichten ab 1928 sowohl eine signifikante Verdichtung des Fahrplanes als auch eine deutliche Verkürzung der Fahrzeiten. Am 14. Februar 1928 wurde die Haltestelle Malovice u Netolic eröffnet. Im Winterfahrplan 1937/38 waren sieben Reisezugpaare verzeichnet, die sämtlich als Motorzug verkehrten. Die kürzeste Reisezeit lag nun bei nur noch 30 Minuten. Lediglich der weiterhin an den Markttagen in Netolice verkehrende zusätzliche Zug war weiterhin mit einer Dampflokomotive geführt.

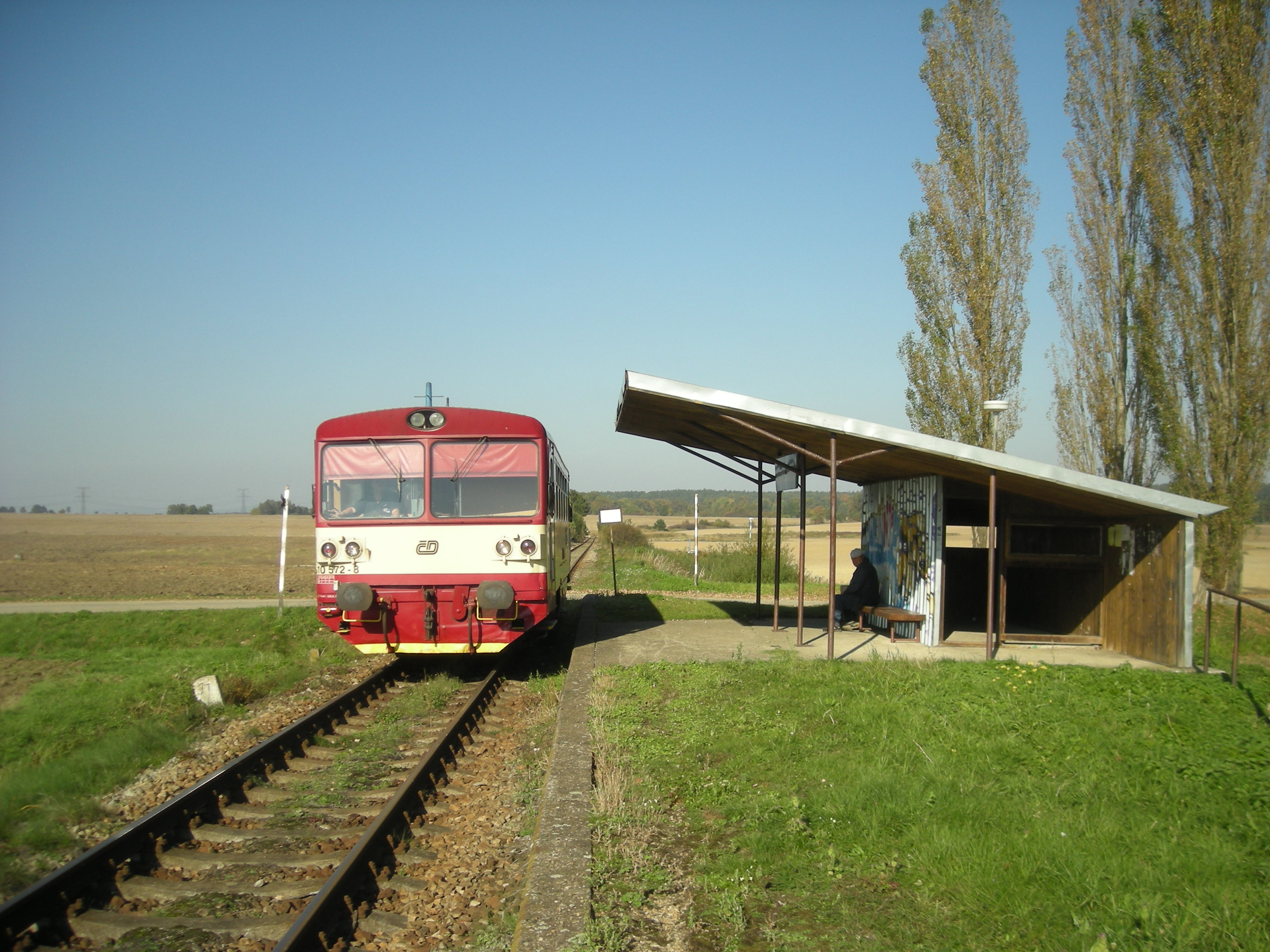
Haltestelle Malovice u Netolic (2010)

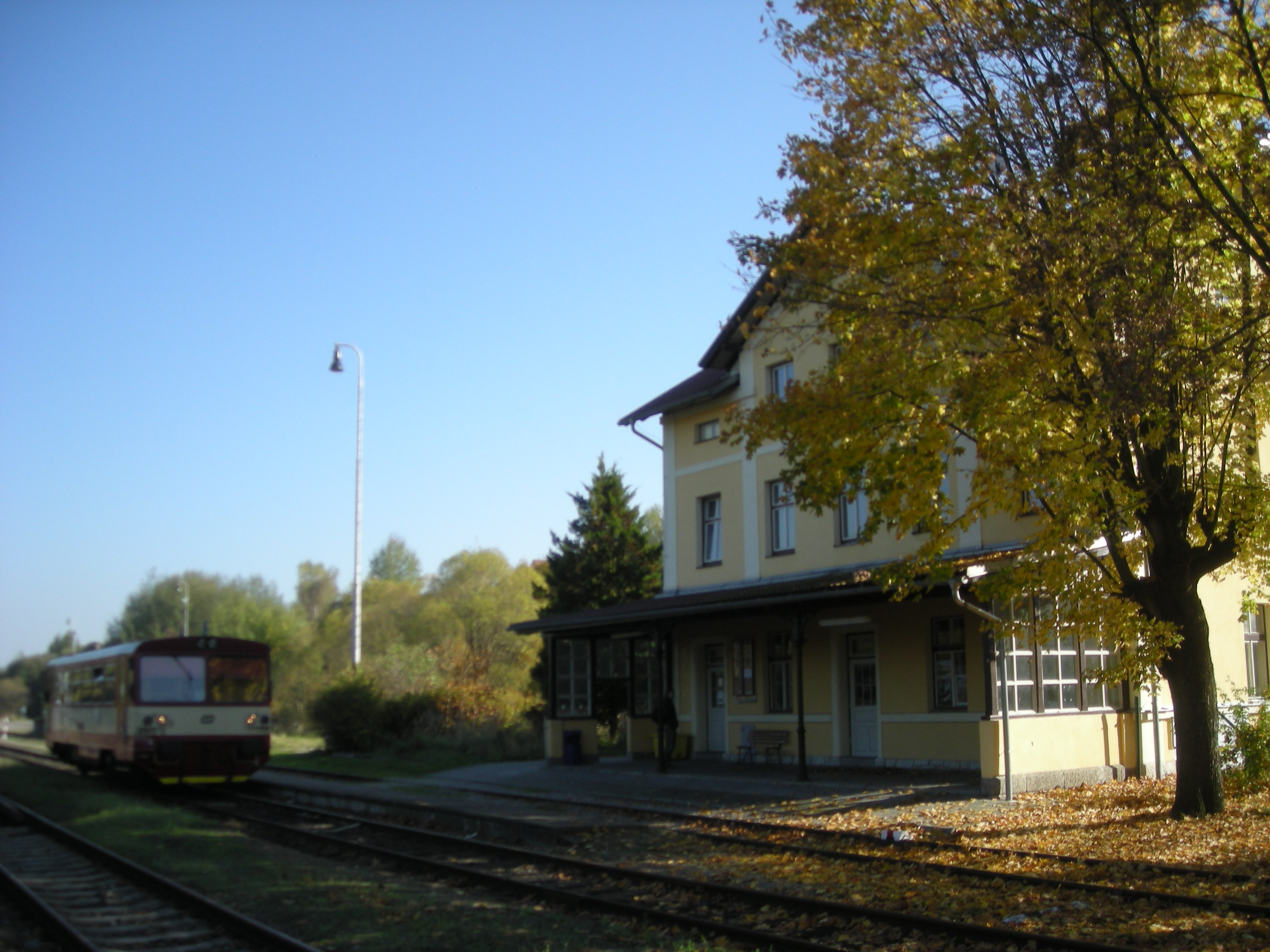
Bahnhof Netolice (2010)

Während des Zweiten Weltkrieges lag die Strecke zur Gänze im Protektorat und wurde von den nunmehrigen Protektoratsbahnen Böhmen und Mähren (ČMD-BMB) betrieben. Infolge der kriegsbedingten Kontingentierung flüssiger Kraftstoffe mussten alle Züge wieder mit Dampflokomotiven geführt werden. Ab 15. Jänner 1945 ruhte der Verkehr. Die Deutsche Reichsbahn nutzte das Streckengleis zur Abstellung von Lokomotiven und Wagen, die im Osten vor der Front evakuiert worden waren. Am 11. Juli 1945 wurde der planmäßige Verkehr durch die ČSD wieder aufgenommen.
Am 1. Januar 1993 ging die Strecke infolge der Auflösung der Tschechoslowakei an die neu gegründete tschechische Staatsbahngesellschaft České dráhy (ČD) über. Seit 2003 gehört sie zum Netz des staatlichen Infrastrukturbetreibers Správa železniční dopravní cesty (SŽDC).
Am 26. Februar 2011 wurde der planmäßige Reiseverkehr eingestellt. Der letzte ab 12. Dezember 2010 gültige Fahrplan wies insgesamt sieben Personenzugpaare aus, die mehrheitlich von und nach Číčenice bzw. Týn nad Vltavou durchgebunden waren.
Es finden noch gelegentlich Sonderfahrten (teilweise mit Dampfzügen) statt.

## Fahrzeugeinsatz
Für Rechnung der Eigentümer beschafften die kkStB zwei Lokomotiven der Reihe 97. Sie trugen die Nummern 97.82 und 97.83. Die 97.83 wurde je zur Hälfte von der Netolitzer Lokalbahn und der Lokalbahn Wodňan–Moldauthein finanziert. 
Die ČSD setzten ab Dezember 1927 für kurze Zeit den Schienenbus M 120.101 ein. Als Ablösung fuhren Fahrzeuge der Baureihen M 132.0 und M 122.0. Nach dem Zweiten Weltkrieg verwendeten die ČSD einen Motorwagen der Reihe M 232.2, der in den 1950er Jahren durch die Reihe M 131.1 abgelöst wurden. Ab Ende der 1970er Jahre wurden Reisezüge ausschließlich mit den Triebwagen der ČSD-Baureihe M 152.0 (ČD 810) geführt.